# مریم نامی
مریم نامی (زاده ۵ بهمن ۱۳۷۳ در زرین آباد مهران) بازیکن فوتبال اهل ایران است که در پست دروازه‌بان فعالیت می‌کند و سابقه حضور در تیم ملی فوتبال زنان ایران را در کارنامه خود دارد. او عضو باشگاه فوتبال زنان پالایش گاز ایلام است.
نامی در کنار فعالیت در پست دروازه‌بان،‌ دارای مدرک داوری درجه یک فوتبال بوده و همچنین مدرک مربیگری (B) آسیا را هم دارد. جالب آنکه او در عرصه مربیگری فوتسال هم دارای سابقه بوده و مدرک مربیگری سطح یک آسیا را در اختیار دارد.
وی دانش‌آموخته رشته تربیت‌بدنی گرایش رفتار حرکتی در مقطع کارشناسی ارشد در دانشگاه خوارزمی تهران است.

## حرفه

### ملی
وقتی ۱۴ سال داشت به تیم ملی دعوت شد. در تیم ملی به عنوان دروازه‌بان با شماره ۱۲ بازی می‌کند.

### باشگاهی
در باشگاه فوتبال زنان هیئت فوتبال البرز در نقش دروازه‌بان با شماره ۱۹ بازی می‌کند. وی همچنین در تیم‌های پاس همدان و باشگاه فوتبال زنان پالایش گاز ایلام در لیگ برتر حضور داشت.
نامی از تیم آخیلس هلند نیز پیشنهاد بازی داشت.